# Homo floresiensis
Homo floresiensis, cuoscută și sub numele de "Hobbit", este o specie extinctă de hominizi care trăia pe insula Flores, Indonezia, înainte de venirea oamenilor moderni acum 50.000 de ani.
Rămășițele unui exemplar care măsura aproximativ 1.1 m în înălțime au fost descoperite în peștera Liang Bua. Până în 2015, scheletele parțiale ale unor 15 exemplare au fost găsite, inclusiv un craniu complet, cunoscut sub numele de "LB1".
Se crede că Homo floresiensis a ajuns pe insula Flores în urmă cu aproximativ 1.27-1 milioane de ani. Nu se știe exact dacă Homo floresiensis reprezenta un descendent al speciei Homo erectus care s-a micșorat ca urmare a nanismului insular, sau o migrație necunoscută a unor hominizi înrudiți cu Homo habilis din afara Africii.

## Descriere
Este descris ca având un metru înălțime, capacitatea craniană asemănătoare unui cimpanzeu, de 426 centimetri cubi și o greutate medie de 25 de kilograme.

## Evoluție/Istorie
O echipă de la Muzeul de Științe Naturale din Tokyo consideră că Homo floresiensis este un urmaș al lui Homo erectus, însă a versiunii javaneze a acestei specii, care avea capacitatea craniană de 860 centimetri cubi. Homo floresiensis a evoluat din descendenții, rămași izolați, a lui Homo erectus pe insula Flores. Aceștia au trebuit să-și restrângă dimensiunile pentru a se adapta și pentru a folosi mai eficient puținele resurse de hrană disponibile pe insulă, evoluând în Homo floresiensis.
Pe de altă parte, două studii, publicate în august 2014 în PNAS , susțin că scheletul LB1, pe baza căruia a fost realizată descrierea speciei, ar aparține unui individ afectat de sindromul Down.
,